# Prefektura Čiba

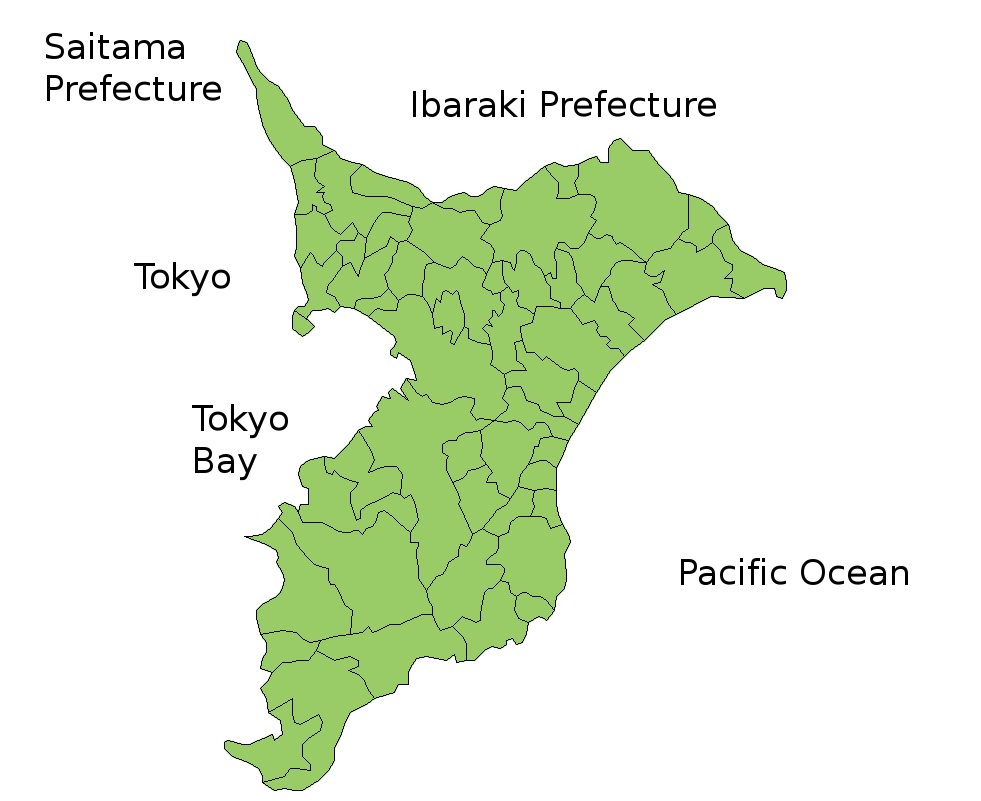
Mapa prefektury Čiba

Prefektura Čiba (japonsky: 千葉県, Čiba-ken) je jednou ze 47 prefektur Japonska. Nachází se v regionu Kantó na ostrově Honšú. Hlavním městem je Čiba.
Prefektura má rozlohu 5 156,61 km² a k 1. červnu 2013 měla 6 192 785 obyvatel.

## Města
V prefektuře Čiba je 36 velkých měst (市, ši):
| - Abiko (我孫子) - Asahi (旭) - Čiba (千葉, hlavní město) - Čóši (銚子) - Funabaši (船橋) - Fuccu (富津) - Ičihara (市原) - Ičikawa (市川) - Inzai (印西) | - Isumi (いすみ) - Jačimata (八街) - Jačijo (八千代) - Jocukaidó (四街道) - Kacuura (勝浦) - Kamagaja (鎌ケ谷) - Kamogawa (鴨川) - Kašiwa (柏) - Katori (香取) | - Kimicu (君津) - Kisarazu (木更津) - Macudo (松戸) - Minamibósó (南房総) - Mobara (茂原) - Nagarejama (流山) - Narašino (習志野) - Narita (成田) - Noda (野田) | - Sakura (佐倉) - Sanmu (勝浦) - Sodegaura (袖ケ浦) - Sósa (匝瑳) - Široi (白井) - Tatejama (館山) - Tomisato (富里) - Tógane (東金) - Urajasu (浦安) |